# Jasper Johns

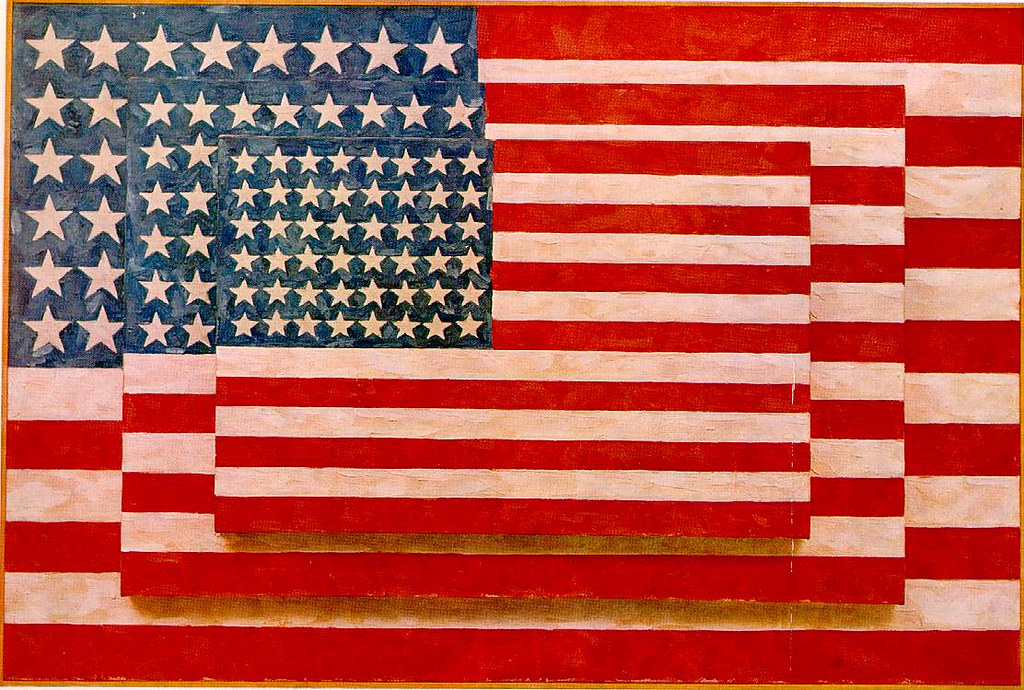
Trzy Flagi (1958).

Jasper Johns, Jr. (ur. 15 maja 1930 w Auguście) – amerykański malarz, prekursor pop-artu i minimal art. Odznaczony Prezydenckim Medalem Wolności i Narodowym Medalem Sztuki.

## Zarys biografii
Od 1947 do 1948 studiował na University of South Carolina. W latach 1952–1953 służył w wojsku, stacjonował w Japonii. Po powrocie do Nowego Jorku pracował w księgarni, a od 1954, razem z Robertem Rauschenbergiem przy dekoracji sklepowych witryn.
W 1955 tworzy pierwsze Flagi amerykańskie i Tarcze, które były tak oryginalne na tle ówczesnej twórczości, że zwróciły uwagę Leo Castelliego, marszanda Rauschenberga. W tym samym roku powstaje Tarcza strzelnicza z gipsowymi odlewami, która ze względu na trudności interpretacyjne wywoła skandal. Pierwsza indywidualna wystawa Johnsa odbyła się w 1958 w Leo Castelli Gallery w Nowym Jorku, okrzyknięta została początkiem pop-artu. W 1959 jego obraz Grey Numbers (Szare numery) zdobył Carnegie Prize na Biennale w Pittsburghu. W tym samym roku wziął udział razem z Rauschenbergiem w happeningu Allana Kaprowa Eighteen Happenings in Six Parts. Współpracował z kompozytorem Johnem Cage’em. W 1988 otrzymał nagrodę Grand Prix na 43. Biennale w Wenecji.
Z Rauschenbergiem, którego poznał zimą 1953, pozostawał w związku homoseksualnym.

## Wybrane dzieła
- Seria Flag, powstająca w latach 1955-1960, zamknięta brązowym odlewem namalowanej na płótnie flagi. Centralnym zagadnieniem tego cyklu, jak i twórczości Johnsa w ogóle, jest problem tożsamości znaku, wyrażający się w często powtarzanym pytaniu: „Czy to jest obraz, czy flaga?”
- Tarcza strzelnicza z gipsowymi odlewami (1955) jest grą z konwencjonalnym myśleniem o sztuce przedstawiającej i abstrakcyjnej. Praca ta składa się z płótna przedstawiającego koncentrycznie ułożone kręgi oraz umieszczonych na jego górnej krawędzi skrzynek z gipsowymi odlewami stopy, nosa, ust, ucha i penisa. Z pozoru abstrakcyjny wzór kół przedstawia w rzeczywistości konkretny przedmiot (tarczę strzelniczą), a odlewy przez swoją fragmentaryczność i kolor okazują się bardziej abstrakcyjne[2].
- Brąz malowany I (1960) – swego rodzaju anty-ready made – wykonane z brązu (jako tradycyjnego, cenionego tworzywa) puszki piwa, pomalowane zgodnie z pierwowzorem, na pierwszy rzut oka wyglądają jak ready mades właśnie, ale odróżnia je to, że nie są wytworem przemysłowym a ręcznie wykonaną rzeźbą, oraz brak w nich charakterystycznego dla ready mades pozbawienia funkcji użytkowej.